# Achille Occhetto
Achille Occhetto, né le 3 mars 1936 à Turin, est un homme politique italien. Il est le dernier Secrétaire général du Parti communiste italien (PCI), entre 1988 et 1991.

## Biographie
Achille Occhetto adhère à l'organisation de jeunesse (Federazione Giovanile Comunista Italiana, FGCI) du Parti communiste italien en 1953. Il en est le Secrétaire général entre 1962 et 1966. Élu député pour la première fois en 1976, il intègre ensuite la direction du PCI avant d'en être élu secrétaire général en juin 1988. 
Le 12 novembre 1989, trois jours après la chute du Mur de Berlin, il engage le tournant de Bologne (svolta della Bolognina). Selon Achille Occhetto, la chute du Mur annonce l'effondrement de l'URSS, et donc du communisme. Sa proposition de fonder une nouvelle formation politique, qui abandonnerait le nom de « communiste », se concrétise après plusieurs de vifs débats internes : le Parti démocrate de la gauche (Partito Democratico della Sinistra, PDS) est fondé en 1991. Pour Achille Occhetto, la transformation du PCI doit également favoriser la recomposition de l'ensemble de la gauche italienne. 
Le PDS adhère à l'Internationale socialiste, propose de composer avec l’économie de marché et de renforcer la construction européenne. Sa création est aussi, pour son principal promoteur, un moyen d'enrayer le déclin du PCI, continu depuis la fin des années 70, de rassembler un électorat plus large que le monde ouvrier et de favoriser une éventuelle entrée au gouvernement.
Défait par la coalition de centre-droit conduite par Silvio Berlusconi aux élections générales de 1994, Occhetto démissionne et il est remplacé par Massimo D'Alema à la tête du PDS. Il demeure néanmoins député jusqu'en 2001 et exerce également un mandat au Sénat entre 2001 et 2006.
À l'occasion des élections européennes de 2004, Achille Occhetto mène une liste avec l'ancien magistrat Antonio Di Pietro, qui recueille deux élus, ses deux chefs de file. Occhetto décide cependant de céder son siège au Parlement européen à l'ancien journaliste Giulietto Chiesa.
Il se retire de la vie politique en 2006.